# Luis Falcato
Luis Falcato (f. 1910) fue un crítico taurino, dramaturgo y escritor español.

## Biografía
Usó el seudónimo «Don Hermógenes». Escribió para el teatro y colaboró en publicaciones periódicas como Madrid Cómico, Misceláneas (1900), El Iris (1903) y Actualidades (1903), además de otras publicaciones literarias. Descrito como un bibliófilo taurino, falleció pobre en Barcelona, donde residía «accidentalmente», según la fuente el 24 o el 27 de abril.